# مجله پزشکی جمهوری اسلامی ایران
مجله پزشکی جمهوری اسلامی ایران (به انگلیسی: Medical Journal Of the Islamic Republic of Iran (MJIRI))، یک مجله علمی مستقل و با دسترسی آزاد است که تحت مالکیت و از جمله انتشارات دانشگاه علوم پزشکی ایران است. هدف این مجله انتشار گزارش پژوهش‌های پزشکی در موضوعات اولویت‌دار منطقه‌ای و بین‌المللی در قالب مقاله است. این مجله از مقاله‌های محققان در قالب‌های متنوع از جمله مقاله‌های پژوهشی اصلی، نامه به سردبیر و مقاله‌های مروری استقبال می‌کند. این مجله در پی آن است که از طریق فرایند مرور دقیق همتایان و نظرات بورد مجله، اطلاعات علمی را با بالاترین کیفیت منتشر و آن را در اختیار خوانندگان خود قرار دهد. تمامی مقاله‌های این نشریه به زبان انگلیسی هستند.

## تاریخچه
این مجله در سال ۱۹۸۷ میلادی (۱۳۶۹ ه‍.ش) تأسیس شده و تا سال ۲۰۱۴ میلادی (۱۳۹۳ه‍.ش) به صورت فصلنامه منتشر شده است. پس از آن با توجه به افزایش مقاله‌های دریافتی روند انتشار آن به صورت مداوم و پیوسته تغییر کرد.
از مردادماه سال ۱۳۸۶ پذیرش مقاله‌ها در این مجله به صورت آن‌لاین انجام می‌شود.

## مضامین
مجله پزشکی جمهوری اسلامی ایران مقاله‌های پژوهشی اصیل (original article) در علوم پزشکی و موضوعات مرتبط را منتشر می‌کند، از جمله:
- پژوهش‌های اولیه (primary research)، که به پایه دانش علمی کمک می‌کند و به ویژه مطالعات بین‌رشته‌ای
- مرورهای سیستماتیک و فراتحلیل، با استانداردهای بین‌المللی و با کیفیت بالا
- پژوهش‌های کیفی، که از دستورالعمل‌های طراحی و گزارش‌دهی مناسب تبعیت کند
- پروتکل‌ها و خلاصه‌های سیاستی، مبنی بر موضوع‌های اولویت‌دار در علوم پزشکی و سلامت
- تاریخ دانش پزشکی در ایران

این مجله در سال ۱۴۰۰ شماره ویژه‌ای را به موضوع کووید- ۱۹ اختصاص داد.

## علم‌سنجی
تحلیل علم‌سنجی این مجله نشان داده که در طی ۳۲ سال فعالیت (۱۳۶۹ الی ۱۴۰۱ ه‍.ش) ۲۱۶۶ مقاله در حیطه پزشکی و سلامت منتشر کرده است که بیش از یک سوم آن در طی ۵ سال اخیر بوده است. میزان رشد مقاله‌ها کاملاً متغیر بوده و بیشترین آن به سال ۱۳۹۳ ه‍.ش مربوط می‌شود که احتمالاً به دلیل تغییر نحوه انتشار از فصلنامه به شیوه پیوسته است. همچنین تعداد مقاله‌های چند نویسنده نسبت به تک‌نویسنده در طی این سال‌ها افزایش یافته است. در طی ۳۲ سال ذکرشده، بیشترین کلیدواژه‌ها در مقاله‌های این مجله شامل سرطان پستان، بارداری، سل و فشار خون بالا بود.
شاخص‌های علم‌سنجی این مجله در طول سال‌های انتشار آن رشد داشته و در سال ۲۰۲۳ شاخص اچ ان به ۳۵ ارتقا یافته و طبق رتبه‌بندی مجلات CiteScore در سال ۲۰۲۲، در بین ۸۳۰ مجله عمومی پزشکی، به رتبه ۳۸۰ دست یافته است. همچنین CiteScore آن از ۰/۲۶ در سال ۲۰۱۳ میلادی به ۲/۱ در سال ۲۰۲۲ افزایش یافته است. همچنین رتبه مجله در رتبه‌بندی سایمگو از ۰/۱۲۳ در سال ۲۰۱۳ به ۰/۳۵۰ در سال ۲۰۲۳ ارتقا یافته است. شاخص اسنیپ (Source Normalized Impact Per Paper) از ۰/۳۹۸ در سال ۲۰۱۳ به ۰/۵۱۲ در سال ۲۰۲۲ افزایش یافته است.

## نمایه
این مجله توسط پایگاه‌های داده‌های کتاب‌شناختی زیر نمایه می‌شود:
- پاب‌مد[۷]
- اسکوپوس[۶]
- پایگاه اطلاعات علمی جهاد دانشگاهی[۸]
- مگ‌ایران[۹]

همچنین جستجوی مقاله‌های این مجله توسط موتور جستجوگر گوگل اسکالر امکان‌پذیر است.